# After Hours (studioalbum av The Weeknd)
After Hours är det fjärde studioalbumet av den kanadensiska sångaren The Weeknd. Albumet släpptes den 20 mars 2020 och producerades av Tesfaye själv, Max Martin, Metro Boomin, DaHeala, Illangelo och Oneohtrix Point Never.
Albumet innehåller flera hits såsom Blinding Lights, Save Your Tears och In Your Eyes och är även (i december 2022) det tionde mest streamade albumet på Spotify någonsin och har hyllats som ett av Tesfayes bästa.

## Låtlista
| 1.           | Alone Again                 | 4:10  |
| 2.           | Too Late                    | 3:59  |
| 3.           | Hardest To Love             | 3:31  |
| 4.           | Scared To Live              | 3:11  |
| 5.           | Snowchild                   | 4:07  |
| 6.           | Escape From LA              | 5:55  |
| 7.           | Heartless                   | 3:18  |
| 8.           | Faith                       | 4:43  |
| 9.           | Blinding Lights             | 3:20  |
| 10.          | In Your Eyes                | 3:57  |
| 11.          | Save Your Tears             | 3:35  |
| 12.          | Repeat After Me (Interlude) | 3:15  |
| 13.          | After Hours                 | 6:01  |
| 14.          | Until I Bleed Out           | 3:10  |
| Total längd: | Total längd:                | 56:19 |

| 15.          | Nothing Compares                            | 3:42  |
| 16.          | Missed You                                  | 2:24  |
| 17.          | Final Lullaby                               | 3:05  |
| 18.          | Save Your Tears - Remix (med Ariana Grande) | 3:11  |
| Total längd: | Total längd:                                | 68:41 |

| 1.           | Heartless - Remix (med Lil Uzi Vert) | 3:20  |
| 2.           | Blinding Lights - Chromatics Remix   | 4:21  |
| 3.           | Save Your Tears - OPN Remix          | 3:40  |
| 4.           | Heartless - Vapor Wave Remix         | 2:45  |
| 5.           | After Hours - The Blaze Remix        | 3:58  |
| 6.           | Scared To Live - SNL Live            | 3:37  |
| Total längd: | Total längd:                         | 21:43 |